# 卡氏盤臀電鰩
卡氏盤臀電鰩（學名：Discopyge castelloi），又稱卡氏盤臀電鱝，為軟骨魚綱電鰩目雙鰭電鰩科盤臀電鰩屬的一種，分布於西南大西洋阿根廷內科切亞至卡馬羅內海域，深度33至55公尺，體長可達30.7公分，棲息在大陸棚沙泥底質海域，為底棲性魚類，屬肉食性，以雙殼貝為主食，體內的發電器官，可能用來防禦或捕食，生活習性不明。